# Venustiano Carranza (Puebla)
Venustiano Carranza è una municipalità dello stato di Puebla, nel Messico centrale, il cui capoluogo è la località omonima.
Conta 27.890 abitanti (2010) e ha una estensione di 316,56 km². 	 	
Originariamente era chiamato Atlytztic, cioè luogo con acqua fredda in lingua nahuatl, per poi essere rinominato con il nome attuale in onore del politico e militare messicano.